# Joseph Anthony
Joseph Anthony (* 24. Mai 1912 in Milwaukee, Wisconsin als Joseph Deuster; † 20. Januar 1993 in Hyannis, Massachusetts) war ein US-amerikanischer Schauspieler, Regisseur und Tänzer. Er war besonders dem Theater verbunden, hat aber auch bei einigen Filmen mitgewirkt, darunter seine Regiearbeit Der Regenmacher (1956).

## Leben
Anthony studierte an der University of Wisconsin in seiner Heimatstadt Milwaukee, bevor er ab 1931 am Playhouse im kalifornischen Pasadena und an der Schauspielschule von Tamara Daykarhanova in New York ausgebildet wurde. In dieser Zeit schrieb er ein Theaterstück mit dem Titel A Ship Comes In, das 1934 im New Yorker Morosco Theatre Premiere hatte und es auf 38 Aufführungen brachte. Sein Debüt als Schauspieler gab er 1935 in einer Inszenierung des Stücks Mary of Scotland von Maxwell Anderson in Los Angeles. Neben einer Komparsenrolle in einem Spielfilm von 1934 arbeitete er auch an einigen Drehbüchern mit, darunter für Josef von Sternbergs Dostojewski-Verfilmung Crime and Punishment (1935).
1937 spielte er erstmals in New York in einer Produktion der Federal Theatre Project Company, die durch die Künstlerprogramme des New Deal finanziert wurde. Im selben Jahr war er Mitbegründer der Theatergruppe American Actors Company, für die er einige Stücke inszenierte. In den folgenden Jahren trat er auf Bühnen wiederholt auch als Tänzer auf, darunter längere Zeit mit Agnes de Mille als Partnerin. Anfang der 1940er-Jahre arbeitete er kurzzeitig für das Filmstudio Metro-Goldwyn-Mayer, wo er Sprechrollen in Der Schatten des dünnen Mannes (1941) und Joe Smith, American (1942) hatte. Zusätzlich wirkte er als Bühnenbildner für MGM.
Es dauerte bis in die 1950er-Jahre, bis er am Broadway richtig Fuß fasste, zunächst als Schauspieler in einer Inszenierung von Henrik Ibsens Peer Gynt (1951). Seinen bis dahin größten Erfolg hatte er jedoch 1954 als Regisseur bei der Uraufführung des Stücks The Rainmaker von N. Richard Nash, bei dessen Verfilmung zwei Jahre später mit Burt Lancaster und Katharine Hepburn er ebenfalls die Regie übernahm. Zwischen 1956 und 1964 war er sechsmal für den Tony als bester Regisseur nominiert, erhielt den Preis aber nie. Zu seinen erfolgreichsten Theaterarbeiten in dieser Zeit zählen die amerikanischen Erstaufführungen von Jean Anouilhs Jeanne oder Die Lerche (1955) und Eugène Ionescos Die Nashörner (1961), das Drama A Clearing in the Woods von Arthur Laurents sowie die Musicals The Most Happy Fella (1956) von Frank Loesser und 110 in the Shade (1963), basierend auf The Rainmaker. Seine Inszenierung von Gore Vidals politischem Drama The Best Man (1960) mit Melvyn Douglas in der Hauptrolle brachte es auf 520 Aufführungen.
Daneben trat Anthony seit 1951 auch häufig als Schauspieler im Fernsehen auf, zum einen in Kriminalserien wie Danger, The Web, Suspense, The Untouchables und The Defenders, zum anderen in der Fernsehfassung von erfolgreichen Theaterstücken. Nach Der Regenmacher führte er bei fünf weiteren Filmen Regie, die zumeist auf Theaterstücken beruhten, darunter Viele sind berufen und Alles in einer Nacht (1961), beide mit Dean Martin und Shirley MacLaine in den Hauptrollen. Zudem war er Regisseur bei verschiedenen Folgen der Krimiserie Brenner (1959–1964). Seinen letzten Erfolg als Regisseur am Broadway feierte er 1973 mit einer Inszenierung des Jean-Kerr-Stücks Finishing Touches.
Mit seiner Frau Perry Wilson hatte Anthony einen Sohn und eine Tochter. Er starb im Januar 1993 im Alter von 80 Jahren.

## Regiearbeiten

### Theater
- The Rainmaker. Premiere: 28. Oktober 1954, Cort Theatre, New York. Autor: N. Richard Nash. Darsteller: Geraldine Page, Richard Coogan.
- The Lark. (Jeanne oder Die Lerche.) Premiere: 17. November 1955, Longarcre Theatre, New York. Autor: Jean Anouilh. Darsteller: Julie Harris, Theodore Bikel, Boris Karloff.
- The Most Happy Fella. Premiere: 3. Mai 1956, Imperial Theatre, New York. Autor und Musik: Frank Loesser. Darsteller: Jo Sullivan, Richard Torigi.
- A Clearing in the Woods. Premiere: 10. Januar 1957, Belasco Theatre, New York. Autor: Arthur Laurents. Darsteller: Robert Culp, Tom Hatcher.
- The Marriage-Go-Round. Premiere: 29. Oktober 1958, Plymouth Theatre, New York. Autor: Leslie Stevens. Darsteller: Charles Boyer, Claudette Colbert.
- The Best Man. Premiere: 31. März 1960, Morosco Theatre, New York. Autor: Gore Vidal. Darsteller: Melvyn Douglas, Frank Lovejoy.
- Under the Yum-Yum Tree. Premiere: 14. November 1960, Henry Miller’s Theatre, New York. Darsteller: Sandra Church, Dean Jones.
- Rhinoceros. (Die Nashörner.) Premiere: 9. Januar 1961, Longacre Theatre, New York. Autor: Eugène Ionesco. Darsteller: Zero Mostel, Eli Wallach.
- Mary, Mary. Premiere: 8. März 1961, Helen Hyes Theatre, New York. Autorin: Jean Kerr. Darsteller: Barbara Bel Geddes, Barry Nelson.
- 110 in the Shade. Premiere: 24. Oktober 1963, Broadhurst Theatre, New York. Autor: N. Richard Nash. Darsteller: Robert Horton, Inga Swenson.
- The Chinese Prime Minister. Premiere: 2. Januar 1964, Royale Theatre, New York. Autorin: Enid Bagnold. Darsteller: Margaret Leighton, Alan Webb.
- Jimmy. Premiere: 23. Oktober 1969, Winter Garden Theatre, New York.
- Finishing Touches. Premiere: 8. Februar 1973. Autorin: Jean Kerr. Darsteller: Barbara Bel Geddes, Robert Lansing.

### Film
- Der Regenmacher. Originaltitel: The Rainmaker. USA 1956. Hauptrollen: Burt Lancaster, Katharine Hepburn.
- Die Heiratsvermittlerin. Originaltitel: The Matchmaker. USA 1958. Hauptrollen: Shirley MacLaine, Anthony Perkins.
- Viele sind berufen. Originaltitel: Career. USA 1959. Hauptrollen: Dean Martin, Shirley MacLaine, Anthony Franciosa.
- Alles in einer Nacht. Originaltitel: All in a Night's Work. USA 1961. Hauptrollen: Dean Martin, Shirley MacLaine.
- La città prigioniera. Italien 1962. Hauptrollen: David Niven, Lea Massari, Ben Gazzara.
- Ein neuer Morgen. Originaltitel: Tomorrow. USA 1972. Hauptrollen: Jackson Fentry, Sarah Eubanks.